# نیکولا روسو (بازیکن فوتبال)
نیکولا روسو (انگلیسی: Nicola Russo؛ زادهٔ ۸ اکتبر ۱۹۹۱) بازیکن فوتبال اهل ایتالیا است.
از باشگاه‌هایی که در آن بازی کرده‌است می‌توان به باشگاه فوتبال روبور سیه‌نا و باشگاه فوتبال پارما اشاره کرد.